# La aventura del jorobado
La aventura del jorobado (título original: The Adventure of the Crooked Man) es uno de los 56 relatos cortos sobre Sherlock Holmes escrito por Arthur Conan Doyle. Fue publicado originalmente en The Strand Magazine y posteriormente recogido en la colección Memorias de Sherlock Holmes.

## Argumento
Como cualquier biógrafo que se precie, el doctor Watson inicia el relato situándonos en la época en la que sucedieron los hechos. "Cierta noche de verano, pocos meses después de mi matrimonio, me hallaba yo sentado junto a mi propio hogar fumando una última pipa y cabeceando sobre una novela, porque el trabajo del día había sido agotador."
Una vez más, Holmes irrumpe en casa del doctor a horas intempestivas y sin avisar -no se puede pedir a un genio que respete las normas del común de los mortales.- En uno de sus alardes efectistas, deja perplejo a Watson y se autoinvita a pasar la noche en casa del plácido matrimonio. Resulta curiosa la reflexión que hace Watson sobre el aspecto de Holmes cuando, durante la conversación, entra en uno de sus acostumbrados trances: "Cuando volví a mirarle la cara, ésta había vuelto a revestirse de su impasibilidad de piel roja..."
Al día siguiente, logra que Watson, aguijoneado por la curiosidad, le acompañe a Aldershot para resolver el caso del extraño fallecimiento del coronel Barclay, de los Royal Mallows. A su llegada, ambos amigos se encuentran con la muerte de un respetado militar, felizmente casado, y sin móvil ni explicación aparente. Tras una discusión del matrimonio, cuando el servicio logró entrar en la habitación, el coronel yacía muerto en el suelo junto a su esposa, víctima de un desmayo. Al estar la puerta cerrada con llave y las ventanas igualmente cerradas, todo parece indicar que la esposa es la causante de la muerte del coronel.
Probablemente, en un caso real, sin un brillante Sherlock Holmes al que recurrir, la dulce Nancy Devoy, hija de un sargento de color, hubiese tenido serias dificultades para explicar los hechos. Pero en este caso Holmes está allí y solucionará con su habitual maestría y celeridad este caso, al parecer sin pies ni cabeza. Tras la investigación, quedará demostrado que la muerte del coronel se debió a un ataque de apoplejía.
El complejo de culpabilidad y la tensión del momento conducen al coronel a la muerte. Todo se reducirá al eterno caso de amor y celos de dos hombres compitiendo por la misma mujer, lo cual hará que Holmes compare el caso con el bíblico episodio de Urías y Betsabé. "Temo que mis conocimientos bíblicos estén un poco enmohecidos, pero puede usted encontrar esta historia en el libro primero o segundo de Samuel."
Una vez más, Conan Doyle hace que Holmes, convertido en juez, silencie el nudo del asunto para evitar el escándalo que, en definitiva, perjudicaría más a los vivos que al muerto. La memoria del difunto quedará impoluta, a pesar de su canallesco comportamiento. A Henry Wood, el jorobado, le quedará el consuelo de pensar que su amada nunca dejó de quererle.